# Эген, Ханс-Петер
Ганс-Петер Эген (нем. Hans-Peter Egen; 3 марта 1955, Фюссен, Германия) — немецкий хоккеист.

## Биография
Родился в Фюссене в 1956 году в семье хоккеиста Маркуса Эгена. Воспитанник хоккейного клуба «Фюссен», в сезоне 1979/80 дебютировал за клуб в высшей лиге Западной Германии. За команду в высшей лиге отыграл 4 сезона, в 143 матчах забросил 15 шайб и отдал 49 голевых передач. С 1982 по 1984 год выступал за «Дюссельдорф», за эту команду в 47 встречах 6 раз поразил ворота соперника и 8 раз ассистировал при взятии ворот.
В сезоне 1986/87 играл за «Фюссен» во второй лиге, а в сезоне 1988/89 выступал в региональной лиге за «Мемминген». Завершил карьеру игрока после 1989 года.